# Kozinci
Kozinci (szerbül: Козинци), falu Gradiška községben, Bosznia-Hercegovinában, Bosanska krajina területén, a Szerb Köztársaságban. 

## Fekvése
Bosznia-Hercegovina északi részén, Banja Lukától légvonalban 42, közúton 49 km-re északra, községközpontjától légvonalban 3, közúton 6 km-re északkeletre, 90-92 méteres magasságban, a Gradiška városa és Száva-folyó között elterülő síkságon fekszik.

## Népessége
| Nemzetiségi csoport | Népesség 1991 | Népesség 2013 |
| ------------------- | ------------- | ------------- |
| Szerb               | 605           | 1560          |
| Bosnyák             | 13            | 2             |
| Horvát              | 161           | 90            |
| Jugoszláv           | 85            | 6             |
| Egyéb               | 44            | 31            |
| Összesen            | 908           | 1689          |

## Története
A régészeti leletek tanúsága szerint itt már a bronzkorban emberi település állt. A település északi részén, Abajno Polje területén késő bronzkori településre utaló maradványokra bukkantak.
A település nevét nagy valószínűséggel a kelta „kosin” kifejezésből (őrizni, védeni) kapta. A település a 14. század közepétől a 15. század közepéig terjedő időszak Orbász megye településjegyzékében is szerepel Kozirevac (Kozyryewach) néven. A 18. század elején említik Koszorna vagy Kosztina lakatlan birtokát, ahol a Slavonski Mačkovec-i határőrök mezőgazdasággal foglalkoztak. A település akkoriban gazdag volt gyümölcsben.
A település területe 1878-ig tartozott az Oszmán Birodalomhoz, ekkor a berlini kongresszus határozata alapján az Osztrák-Magyar Monarchia része lett. 1879-ben az első osztrák-magyar népszámlálás során a Berbir községhez tartozó településnek 28 háztartása 148 ortodox szerb és 16 katolikus horvát lakosa volt. 1910-ben a Bosanska Gradiškai járáshoz és Kozinci községhez tartozó településen 61 háztartást, 252 ortodox, 147 római katolikus és 2 muszlim lakost találtak. A monarchia szétesésével 1918-ban előbb a Szerb-Horvát-Szlovén Királyság, majd 1929-től a Jugoszláv Királyság része. 1921-ben a községnek 176 háztartása és 1035 lakosa volt. Jugoszlávia megszállása után a település a Független Horvát Állam (NDH) része lett. A második világháborúban a településnek 17 halálos áldozata volt, kettő kivételével mind szerbek. A falu 1945-től a szocialista Jugoszlávia része volt. A boszniai háború idején a Boszniai Szerb Köztársaság része volt. A daytoni békeszerződést követő területfelosztásnál Bosanska Gradiška község részeként a Szerb Köztársaság területéhez került. A népesség növekedése a boszniai háború után indult meg, amely a nagyszámú menekült és lakóhelyüket elhagyni kényszerült személy bevándorlásának következménye. Kozinciban a többségi szerb lakosságon kívül 28 katolikus család él. Kozincinak 1979 és 1986 között volt helyi önkormányzati hivatala. A tájház 1948-ban épült. 1985-ben érkezett meg a vezetékes vízellátás, 1984-ben pedig kiépült az első telefonkapcsolat. A szociális otthonban a 20. század nyolcvanas évek elejéig általános iskola működött. A faluban két ortodox temető található, valamint a Szent Apostolok Gyülekezete - Pavlovdan - temploma, amelyet 2004-ben szenteltek fel. A falu búcsúünnepe Spasovdan.

## Gazdaság
A lakosság főként mezőgazdasággal foglalkozik.

## Sport
- Az FK Bratstvo Kozinci labdarúgóklub 1954-ben alakult.[5]

## Nevezetességei
- Abajno Polje – őskori település maradványai. A település északi részén, a Szávához vezető út melletti lelőhelyen talaj megbolygatása után egy méteres mélységben égett földre, csontokra és kerámiatöredékekre bukkantak. Korukat a késő bronzkorra tették. Összefüggésben lehetnek a szomszédos Mačkovac területén talált, az urnamezős kultúrához tartozó bronz leletekkel.[4]

- A Szent Apostolok Gyülekezete tiszteletére szentelt pravoszláv templom a temetőben áll. Egyhajós, keletelt épület, a nyugati homlokzat feletti, az épület méreteihez képest magas harangtornnyal.